# Etilénglikol-dinitrát
Az etilénglikol-dinitrát (más néven nitroglikol vagy EGDN) egy színtelen, jellegzetes szagú, viszkózus, édeskés izű folyadék. A szerves salétromsav-észterek családjába tartozik, akár a nitroglicerin vagy a nitropenta. Egyike a legnagyobb teljesítményű és brizanciájú robbanóanyagoknak.
Önmagában soha sem használták katonai illetve ipari célokra. Az 1990-es évek közepéig egyetlen felhasználási területe volt, minden nitroglicerin alapú robbanóanyag (főleg dinamit) fagyáspontjának csökkentése. A nitroglicerin biztonságosan kezelhető dinamit formájában, de 13 °C-on megfagy. Ekkor pedig jelentősen nő az ütés- és dörzsérzékenysége.
Ha megfelelő arányú glicerin / etilénglikol elegyet nitratálnak, a képződő nitroglicerin / nitroglikol keverék fagyáspontja akár −20 °C alatti is lehet.
Nitroglikol képződése etilénglikolból salétromsavval, kénsav jelenlétében:
{\displaystyle \mathrm {HO{-}CH_{2}{-}CH_{2}{-}OH+2HNO_{3}\rightarrow O_{2}NO{-}CH_{2}{-}CH_{2}{-}ONO_{2}+2H_{2}O} }
A nitroglikol szerepét az utóbbi években fokozatosan átvette a 2,3-dimetil-2,3-dinitro-bután.
A nitroglikol élettani hatása – akár a többi salétromsav-észternek – a jelentős értágító képesség.